# Ido Bartal

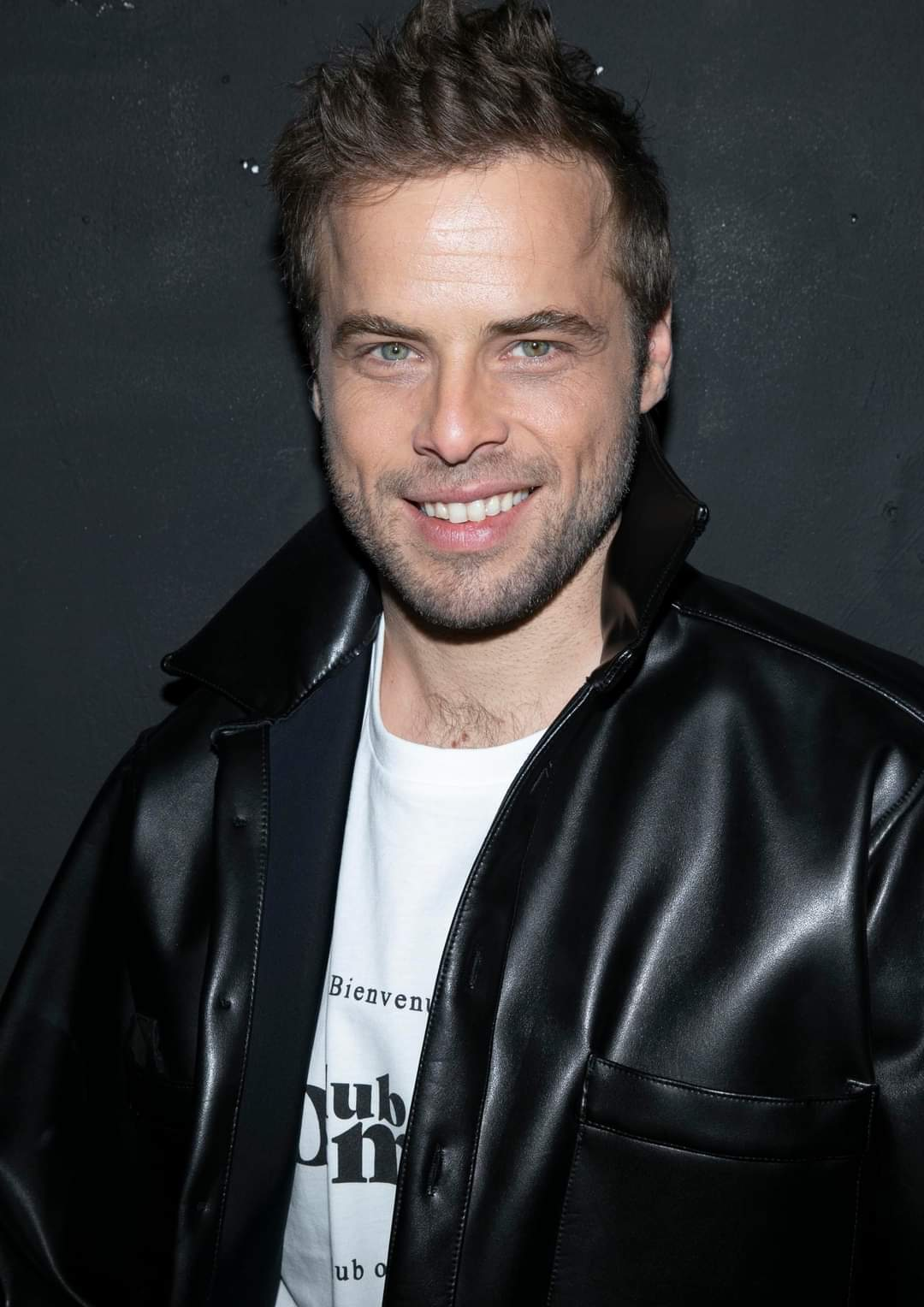
Ido Bartal, 2022

Ido Bartal (hebräisch עידו ברטל; * 1984 in Israel) ist ein israelischer Schauspieler.

## Leben und Karriere
Bartal absolvierte bis 2010 ein Schauspielstudium an dem von Nissan Nativ gegründeten Nissan Nativ Acting Studio. Seine Schauspielkarriere begann er bereits 2007 in der Telenovela Bubot. Im selben Jahr erschien er in einem Werbespot für das Unternehmen Pelephone.
In Deutschland ist Bartal für seine Auftritte in dem Film Die Seele eines Mörders und der TV-Serie Die Geiseln bekannt.
Im Theater trat er in den Musicals Frühlings Erwachen und Les Misérables auf. 2011 wurde er für einen Preis bei den Israeli Theatre Awards nominiert.

## Filmografie
- 2007–2008: Bubot
- 2009: Die Seele eines Mörders
- 2011: Alifim (11 Folgen)
- 2012: Haolam Mats'hik
- 2012: Keshet Beanan
- 2011–2012: Hatsuya (45 Folgen)
- 2012: Six Acts (Originaltitel: Shesh Peamim)
- 2012: Summer Vacation, Kurzfilm
- 2013: Die Geiseln (בני ערובה) (10 Folgen)
- 2014: Amamiyot (eine Folge)
- 2012–2014: New York (9 Folgen)
- 2014: Love Letters from the War
- 2015: Ha-Pijamot (eine Folge)
- 2017: Die Überstellung, Kurzfilm
- 2018: Shababnikim (eine Folge)
- 2020: Sh'at Neila (2 Folgen)
- 2020: Charlie Golf One (23 Folgen)
- 2021: Sad City Girls (2 Folgen)
- 2018–2021: Kupa Rashit (3 Folgen)
- 2022: Fire Dance (5 Folgen)
- 2022: Golda & Meir (15 Folgen)
- 2023: My Daughter, My Love
- 2023: Bney Mitzva (6 Folgen)
- 2024: Bros (8 Folgen)
- 2024: Hemda